# 2-я Александровская
2-я Александровская (баш. 2-се Александровка) — деревня в Благовещенском районе Республики Башкортостан Российской Федерации. Входит в состав Ильино-Полянского сельсовета.

## География

### Географическое положение
Расстояние до:
- районного центра (Благовещенск): 23 км,
- центра сельсовета (Ильино-Поляна): 5 км,
- ближайшей ж/д станции (Загородная): 24 км.

## История
История возникновения 2-го Александровского (Пекарского) починка началась в 1895 году, здесь насчитывалось 29 дворов и 194 человека. Среди жителей были Акатьевы, Шабалины, Поповы, Парфеновы, Копыловы, Новоселовы, Ступниковы, Чемодановы, Яровиковы. Крестьяне образовывали единое земельное товарищество и одноимённое сельское общество. Здесь работали две кузницы, маслобойное заведение, хлебозапасный магазин, а также бакалейная и казенная винная лавки.
Большинство крестьян относились к категории зажиточных, несколько хозяев имели более 40 десятин земли. Пять семей занимались пчеловодством. Самой богатой считалась Хаврония Леонтьевна Ступникова — она имела 83 десятины земли, из которых засевалось 38 десятин, держала пять лошадей, восемь коров, 17 овец и пять свиней.
С 1930 года и вплоть до конца советских времен деревня 2-я Александровка входила в состав Турушлинского сельсовета.
Во время коллективизации вошла в колхоз «Трудовая семья», в 1950-е годы в колхоз имени Молотова, в 1957 — в совхоз «Степановский».
В XXI веке находится на грани исчезновения.

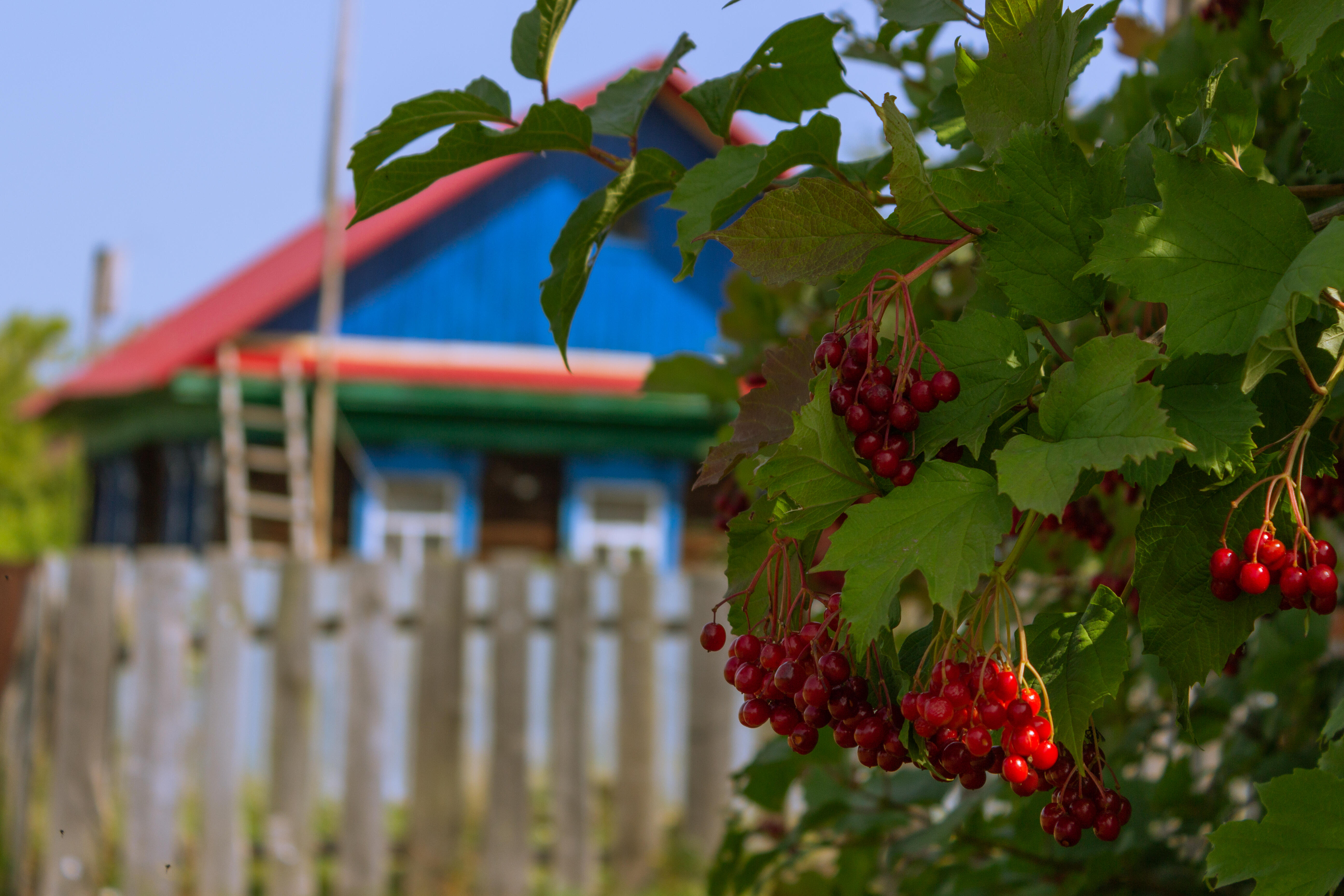
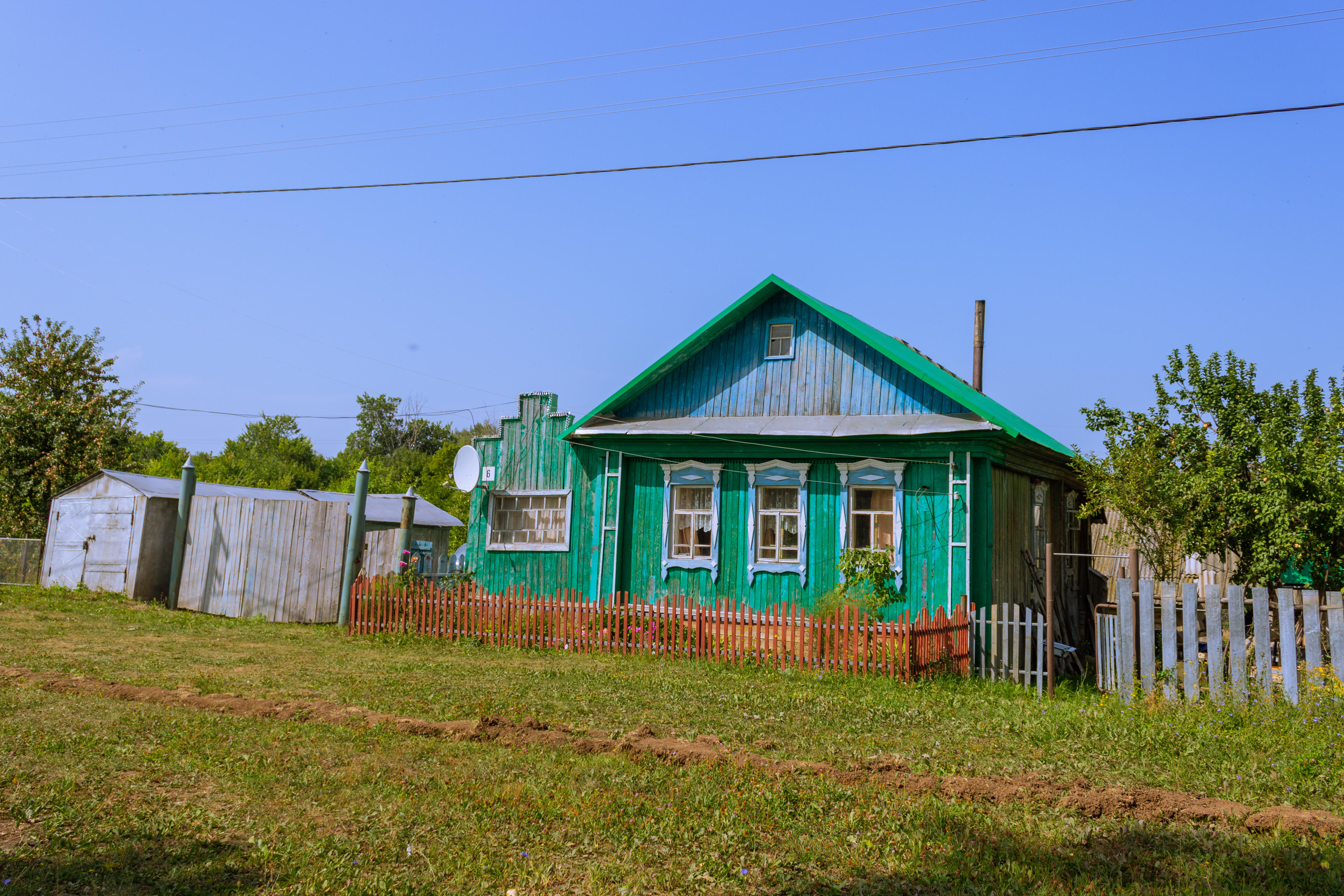
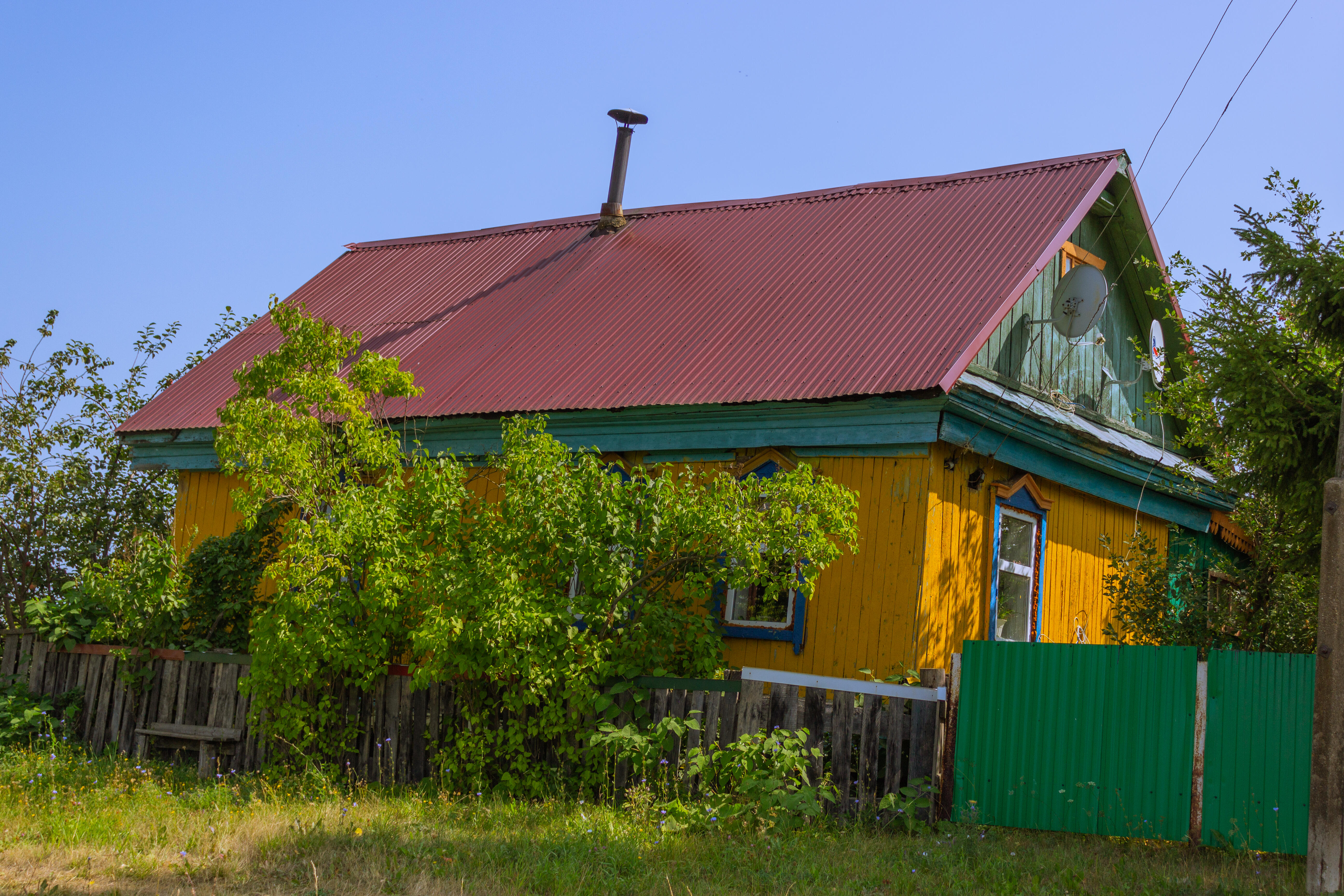

## Население
| 2002 | 2009 | 2010 |
| ---- | ---- | ---- |
| 24   | ↘22  | ↘13  |

## Инфраструктура
Было развито сельское хозяйство.